# Svartnö (nordöst Hammarland, Åland)
Svartnö är en halvö i Åland (Finland). Den ligger i den västra delen av landskapet, 23 km norr om huvudstaden Mariehamn. Svartnö ligger på ön Fasta Åland. Den ligger vid sjön Korrvik.